# Sega Rally
Sega Rally – gra komputerowa z serii Sega Rally, wydana w 1994 roku na automaty.
Jest to gra wyścigowa gdzie gracz może wybrać dowolne auto i ścigać się w trzech różnych trybach: 
- Arcade - wyścig z udziałem 14 kierowców
- Time attack - wyścig na czas bez przeciwników
- Gra wieloosobowa - od dwóch do czterech graczy (w zależności od wersji gry)[2]